# عبد العزيز ياسين الغربللي
عبد العزيز سيد ياسين السيد هاشم الغربللي (1925-1962) هو أديب وكاتب كويتي، له ديوان أدبي يضم الكثير من الأدباء والوجهاء في المراحل الأولى لقيام دولة الكويت، ويعرف السيد ياسين بعميد آل الغربللي وقد عرف عنه ذلك بعد وفاة والده السيد هاشم.
 

## نسبه
الغربللي أسرة عربية هاشمية من آل البيت، يعود نسب الأسرة إلى جدهم السيد محمد الغربال من ذرية الإمام موسى الكاظم ابن الإمام جعفر الصادق ابن الإمام محمد الباقر ابن الإمام علي زين العابدين ابن الإمام الحسين الشهيد سبط الرسول ابن أسد الله الغالب الإمام علي ابن أبي طالب عليه وعلى رسول الله سيدنا محمد وآله أفضل الصلاة وأزكى السلام.

## حياته ونشأته
ولد عبد العزيز سيد ياسين سيد هاشم الغربللي في الحي القبلي من مدينة الكويت في عام 1925م. التحق وهو طفلاً بمدرسة الملا محمد صالح العجيري الخاصة بتربية الأطفال ثم انتقل إلى المدرسة المباركية، وهنا بدأت تظهر عليه علامات التفوق والإبداع حيث يقول عنه صديقاه صالح العجيري وسليمان جار الله (إن ما تلقاه من علم لم يكن كافياً لرجل تعلق قلبه بحب الأدب وسائر العلوم وامتلئ عقله بأفكار وطموحات لا حد لها، فأنكب على القراءة والمطالعة لإشباع رغبته في الاستزادة بشتى أصناف المعرفة).

## مسيرته
عندما بدأت مسيرة التعليم الحديثة، كان على الدولة أن تعتمد على أبناءها لسد حاجاتها من المدرسين فجاء إختياره رغم صغر سنه ليكون مدرساً في المدرسة القبلية، فقام بتدريس التاريخ والجغرافيا واللغة العربية حيث برع بتدريس الأخيرة كونه مولعاً بها، فيكون بذلك قد خدم التربية والتعليم بشكل مباشر ما بين التدريس وسكرتيراً في دائرة المعارف لمدة عشر سنوات وفي أثناء تلك الفترة يحكي الدكتور يعقوب الغنيم عنه أنه كان من الشبان اليافعين المخلصين في عملهم والمجتهدين وقد كانت له إسهامات عديدة من باب الأنشطة للدائرة.
وبجانب إسهاماته التربوية عمل أيضا في الصندوق الكويتي للتنمية الاقتصادية، ووزارة الشؤون الإجتماعية والعمل، والأعمال الحرة، ويعتبر المرحوم عبدالعزيز الغربللي من مؤسسين النادي الاهلي الرياضي. (نادي الكويت الرياضي)

## نشاطاته الأدبية
كانت له إسهاماته في نادي المعلمين الذي كان يشار إليه بأنه نادي النخبه من المتعلمين والمثقفين، فكان عنصر مميزاً، تميز بالفصاحة والخطابة فلا تخلوا مناسبة إلا ويكون خطيبها.
لم تقف عطاءاته عند ذلك، فقد كان كاتباً مميزاً نشر كثيراً من المقالات الأدبية عن التعليم وشئون وهموم المجتمع ومن لطائف بعد نظرته وإتساع افقه إنه كتب مرة يحذر من مخاطر إنتشار ظاهرة التصحر وعواقبها على الصحة العامة، وقد ضمن هذا المقال مطالبته للدولة بضرورة التعامل الجاد مع المشكلة من خلال معالجتها بإسلوب التخضير، لم تخلو مطبوعة أو صحيفة من مقالة له، فكان كاتباً مميزاً في مجلة كاظمة ومجلة الرائد ومجلة البعثة الصادرة عن بيت الكويت في القاهرة، و لم يكتف بذلك حيث وصلت مقالاته إلى القاهرة و بيروت لمطبوعات غير كويتية، فكتب في مجلة الكتّاب الصادرة عن دار المعارف في القاهرة معرفاً وواصفاً ومادحاً الشاعر الكبير فهد العسكر وكانت له كتابات متواصلة ومستمرة في مجلة الأديب اللبنانية حيث تنوعت كتاباته، ومنها مقالات يدافع بها عن عروبة فلسطين ومهاجماً الصهيونية معبراً عن الروح القومية للشعب الكويتي، وفي هذا الإطار يقول الشاعر والأديب الكبير يعقوب عبدالعزيز الرشيد، كان عبدالعزيز الغربللي من أوائل من نقل صوت الأدب الكويتي إلى الخارج.

## وفاته
في السنة الأخيرة مرض فانزوّى وابتعد عن الناس إلى أن توفاه البارئ عز وجل عام 1962م، وهو لم يتجاوز الأربعين من عمره.

## جوائز
سميت مدرسة الجليعة في منطقة قرطبة، باسمه تكريماً لعطاءاه وإسهاماته التربوية والأدبية.